# Friedrich Ludwig Æmilius Kunzen
Friedrich Ludwig Æmilius Kunzen (ur. 24 września 1761 w Lubece, zm. 28 stycznia 1817 w Kopenhadze) – niemiecki kompozytor.

## Życiorys
Syn Adolpha Carla. Lekcje muzyki pobierał u ojca, jako cudowne dziecko występował w 1768 roku w Londynie. W latach 1781–1784 studiował prawo na Uniwersytecie w Kilonii. Za namową Johanna Abrahama Petera Schulza wyjechał do Kopenhagi, gdzie w latach 1784–1789 działał jako kompozytor, pianista i organizator życia muzycznego. W 1789 roku wyjechał do Berlina, gdzie wspólnie z Johannem Friedrichem Reichardtem prowadził sklep muzyczny i redagował czasopismo „Musikalisches Wochenblatt”. W 1792 roku został kapelmistrzem we Frankfurcie nad Menem, a w 1794 roku w Pradze. W 1795 roku wrócił do Kopenhagi, gdzie objął funkcję nadwornego kapelmistrza i kierownika towarzystwa oratoryjnego Det Harmoniske Selskab.
W 1793 roku poślubił śpiewaczkę Johannę Margarettę Antonettę Zuccarini.

## Twórczość
Jako kompozytor pozostawał pod wpływem swojego protektora Johanna Abrahama Petera Schulza. W singspielach nawiązywał do twórczości Dittersdorfa, w twórczości operowej natomiast do Mozarta i Glucka. Nazywany „skandynawskim Cherubinim”, przyczynił się do podniesienia poziomu życia muzycznego w Danii. Jego działalność zapoczątkowuje złoty wiek muzyki duńskiej.

## Wybrane kompozycje
(na podstawie materiałów źródłowych)
- oratorium Opstandelsen (1796)
- oratorium Das Halleluja der Schöpfung (1797)
- opera Holger Danske (1789)
- opera Erik Ejegod (1798)
- singspiel Das Fest der Winzer, oder Die Weinlese (1793)
- singspiel Hemmeligheden (1796)
- singspiel Dragedukken (1797)
- singspiel Naturens røst (1799)
- singspiel Min bedste moder (1800)